# Edward Osóbka-Morawski

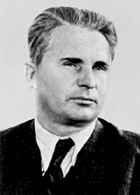
Edward Osóbka-Morawski

Edward Bolesław Osóbka-Morawski (* 5. Oktober 1909 in Bliżyn; † 9. Januar 1997 in Warschau) war ein polnischer Politiker und erster Ministerpräsident Nachkriegspolens.

## Leben
Edward Osóbka-Morawski war seit 1928 Mitglied der Polnischen Sozialistischen Partei (PPS) und begann ein Jurastudium an der Universität Warschau, das er jedoch nicht abschloss. Kurz vor dem Zweiten Weltkrieg saß er einer Genossenschaft vor. Dort stellte er den späteren Staatspräsidenten Bolesław Bierut als Mitarbeiter ein. 1943 führte er eine Abspaltung der PPS an, die am Jahresende an der Gründung der kommunistisch dominierten Krajowa Rada Narodowa beteiligte.
Im Jahr 1944 bestimmte Stalin ihn bei der Bildung des Polnischen Komitees für Nationale Befreiung in Moskau (PKWN) zum Vorsitzenden. Gleichzeitig war er für Außenpolitik und Landwirtschaft zuständig. In der Provisorischen Regierung Polens fungierte er ab 1944 als erster Ministerpräsident. Osóbka-Morawski war Gegner der Zwangsvereinigung mit der Polnischen Arbeiterpartei (PPR) zur Vereinigten polnischen Arbeiterpartei (PZPR) und verlor deswegen 1947 seine Ämter. Nach der Scheinwahl des Sejm am 19. Januar 1947 war er bis 1952 noch Abgeordneter im Sejm. Von 1949 bis 1968 betätigte er sich als Direktor des Zentrums für die Verwaltung der Kurorte in Polen. Nach dem Machtantritt Władysław Gomułkas 1956 trat er der PZPR bei. Nach dem Ende der kommunistischen Herrschaft fungierte er 1990 noch einmal kurzzeitig als Vorsitzender des Zentralen Exekutivkomitees der Wiederentstandenen PPS. 1992 erschienen seine Memoiren Trudna droga. Fragmenty wspomnień (Ein schwieriger Weg. Erinnerungsfragmente).